# Elizabeth Anne Allen
Elizabeth Anne Allen (* 18. listopadu 1970 New York) je americká herečka.
Od začátku 90. let hrála epizodní role v seriálech, jako jsou Saved by the Bell, Doogie Howser, M.D. či Policie z Palm Beach. Mezi lety 1997 a 2003 se objevila v osmi epizodách seriálu Buffy, přemožitelka upírů coby Amy Madisonová. V letech 2000–2001 působila v seriálu Býk. Dále se objevila např. ve filmu Bill the Intern nebo v seriálech JAG a Zločiny ze sousedství.